# چرا او؟
چرا او؟ (به انگلیسی: Why Him?) یک فیلم کمدی رمانتیک آمریکایی به کارگردانی و نویسندگی جان هامبورگ است. از ستاره‌های این فیلم می‌توان به جیمز فرانکو، برایان کرانستون، زوئی دوچ و مگان مولالی اشاره کرد. فیلم در ۲۵ دسامبر ۲۰۱۶ توسط کمپانی فاکس قرن بیستم منتشر شد.

## بازیگران
- جیمز فرانکو
- برایان کرانستون
- زوئی دویچ
- مگان مولالی
- گریفین گلاک
- کیگان-مایکل کی
- زک پرلمن
- استیو آئوکی
- کیسی ویلسون
- اندرو رنلز
- ایلان ماسک (در نقش خودش)